# La leyenda de Son Goku
La Leyenda de Son Goku es un manga escrito y dibujado por Osamu Tezuka, basado en la novela Viaje al Oeste; una de las cuatro obras clásicas de la literatura china. Fue publicado originalmente en la revista Manga King desde febrero de 1952 hasta marzo de 1959.

## Argumento
En la región del este había un país llamado Gorai dominado por el altísimo monte Kaka. Un buen día, de repente, una enorme roca en la cima del monte Kaka se partió en dos, revelando la existencia de un huevo. El huevo de piedra se abrió y de su interior salió un mono dorado. La luz que desprendía era tan intensa, que los destellos llegaron hasta el cielo. Su brillo preocupaba a los dioses porque no podían soportar la idea de que algo en la Tierra pudiera ofuscar la luz de las estrellas del firmamento. Por un hecho fortuito termina convirtiéndose en el rey de los monos de la montaña. Luego de un extraño sueño decide realizar un viaje para convertirse en discípulo del mago de la montaña Reidai y así poder convertirse en humano. La sed de poder y el rechazo a cualquier tipo de autoridad lo lleva pronto a un conflicto directo con los dioses. Como castigo por haber desafiado al reino celestial, el santo Sakyamuni lo deja atrapado debajo de una montaña diciéndole que se quedara haciendo penitencia durante quinientos años. Cumplido este plazo, pasara un viajero camino a la India, quien lo guiara hacia la sabiduría. Gensho Sanzo, un monje budista, pasa por la prisión de Son Goku cuando se dirigía a la India en busca de las sagradas escrituras. Son Goku se ofrece a convertirse en su discípulo y acompañarlo en su viaje. En el camino se encontrarán con Tatsuko, la hija del rey dragón, Hakkai un cerdo glotón y el cambiante Sagojo, quienes se vuelven leales a Sanzo.

## Personajes
- Son Goku

- Gensho Sanzo

- Tatsuko

- Hakkai

- Sagojo

## Edición en español
La edición en español fue publicada en el año 2010 por Norma Editorial en cuatro volúmenes.